# Manuel Cerdà Ferrer
Manuel Cerdà Ferrer (Castelló de la Plana, 1944) és un advocat i polític valencià.
Fill d'un inspector de treball, ell mateix, un cop llicenciat en dret, arribaria a ser Director Provincial de l'Institut Nacional de la Seguretat Social i de la Tresoreria General de la Seguretat Social.
A les eleccions generals espanyoles de 1979 fou escollit senador per la província de Castelló per UCD. Fou secretari primer de la comissió de treball del Senat d'Espanya. El 1982 deixà la UCD i es passà al Partit d'Acció Democràtica, de Francisco Fernández Ordóñez, que poc després es va unir al PSPV-PSOE.